# Imbrasia persephone
Imbrasia persephone är en fjärilsart som beskrevs av Alpheus Spring Packard 1914. Imbrasia persephone ingår i släktet Imbrasia och familjen påfågelsspinnare. Inga underarter finns listade i Catalogue of Life.